# 리샤오펑 (축구인)
리샤오펑(중국어 간체자: 李霄鹏, 정체자: 李霄鵬, 병음: Lǐ Xiāopéng, 1975년 6월 20일 ~ )은 중국의 전 축구 선수이자 현 축구 지도자로 선수 시절 포지션은 미드필더였다.

## 클럽 경력
1994년 산둥 타이산 입단 후 2005년 은퇴할 때까지 11년간 단 한번의 이적 없이 한팀에서만 활약하며 1999년 중국 1부 리그 우승, 중국 슈퍼리그 2004 준우승, 중국 슈퍼리그 2005 3위, 중국 FA컵 3회 우승(1995, 1999, 2004) 및 1회 준우승(2005), 중국 FA 슈퍼컵 1회 우승(2004) 및 2회 준우승(1995, 1999), 2004년 중국 슈퍼 리그컵 우승, 2번의 AFC 챔피언스리그 8강 진출(2000-01, 2005) 등에 기여했다.

## 국가대표팀 경력
중국 U-17 대표팀 소속으로 1992년 AFC U-16 챔피언십 우승을 일궈냈고 그로부터 8년 후인 2000년 9월 3일 이라크와의 평가전에서 중국 A대표팀에서의 첫 경기를 치른 뒤 같은 해에 열린 2000년 AFC 아시안컵에서 중국의 4강 진출에 일조했다. 
그리고 2001년 8월 25일 아랍에미리트와의 2002년 FIFA 월드컵 아시아 지역 최종 예선 B조 1차전에서 국제 A매치 데뷔골을 터뜨리며 중국 축구 역사상 첫 월드컵 본선 진출의 교두보를 마련했고 이듬해에 열린 월드컵 본선에도 출전했지만 팀은 본선 C조 조별리그에서 코스타리카, 브라질, 튀르키예를 상대로 힘 한번 써보지 못한 채 3전 전패·조 최하위에 머무르며 일찌감치 탈락의 고배를 마셨다.
그 후 2004년 AFC 아시안컵 본선에 출전하여 1984년 이후 20년만의 중국의 아시안컵 준우승에 일조한 뒤 A매치 통산 39경기 3골의 기록을 남기고 4년간 입은 국가대표팀 유니폼을 반납했다.

## 지도자 경력
현역 은퇴 후 5년이 지난 2010년 8월 중국 여자 대표팀의 감독으로 본격적인 지도자 커리어를 시작한 뒤 자국에서 열린 2010년 아시안 게임에 참가했으나 4강에서 일본, 동메달 결정전에서 대한민국에 연달아 패하며 메달 획득에 실패했다.
그리고 이듬해에 홈에서 열린 2012년 하계 올림픽 아시아 지역 최종 예선에서도 팀을 이끌었지만 6팀 중 4위에 그치며 2위까지 주어지는 올림픽 본선 진출 티켓을 놓친 뒤 중국 여자 대표팀 감독직에서 물러났다.
그리고 2014년 고향팀이자 중국 갑급리그 소속팀인 칭다오 중넝의 감독으로 부임하여 리그 5위의 성적을 이끈 뒤 2018년부터 2020년까지 친정팀 산둥 타이산의 감독을 맡으며 중국 슈퍼리그 2018 3위, 중국 FA컵 1회 우승(2020) 및 2회 준우승(2018, 2019), 2019년 AFC 챔피언스리그 16강 진출을 이끌었다.
뒤이어 2021년 우한 창장의 감독으로 1시즌동안 팀을 맡은 후 같은 해 12월 3일 리톄 감독의 사임으로 공석 상태이던 중국 A대표팀의 새 사령탑으로 부임했으나 중국 A대표팀 감독 부임 후 첫 대회인 2022년 FIFA 월드컵 아시아 지역 최종 예선 B조 7차전부터 최종전까지 4경기에서 1무 3패에 그쳤고 특히 박항서 감독의 베트남과의 8차전 원정 경기에서 1-3의 충격패를 당하며 베트남의 역사적인 월드컵 아시아 최종 예선 첫 승의 희생양이 되는 수모를 당했으며 결국 중국은 5대회 연속 월드컵 지역 예선 탈락의 굴욕까지 맛보았다.

## 수상

### 선수 (클럽)
산둥 타이산
- 중국 축구 갑급 A리그 : 우승 (1999)
- 중국 슈퍼리그 : 준우승 (2004), 3위 (2005)
- 중국 FA컵 : 우승 (1995, 1999, 2004), 준우승 (2005)
- 중국 FA 슈퍼컵 : 우승 (2004), 준우승 (1995, 1999)
- 중국 슈퍼 리그컵 : 우승 (2004)

### 선수 (국가대표팀)
중국 U-17
- AFC U-17 아시안컵 : 우승 (1992)

 중국
- AFC 아시안컵 : 준우승 (2004), 4위 (2000)

### 지도자
중국 여자
- 아시안 게임 : 4위 (2010)

산둥 타이산
- 중국 슈퍼리그 : 3위 (2018)
- 중국 FA컵 : 우승 (2020), 준우승 (2018, 2019)